# Forte de Christiansborg

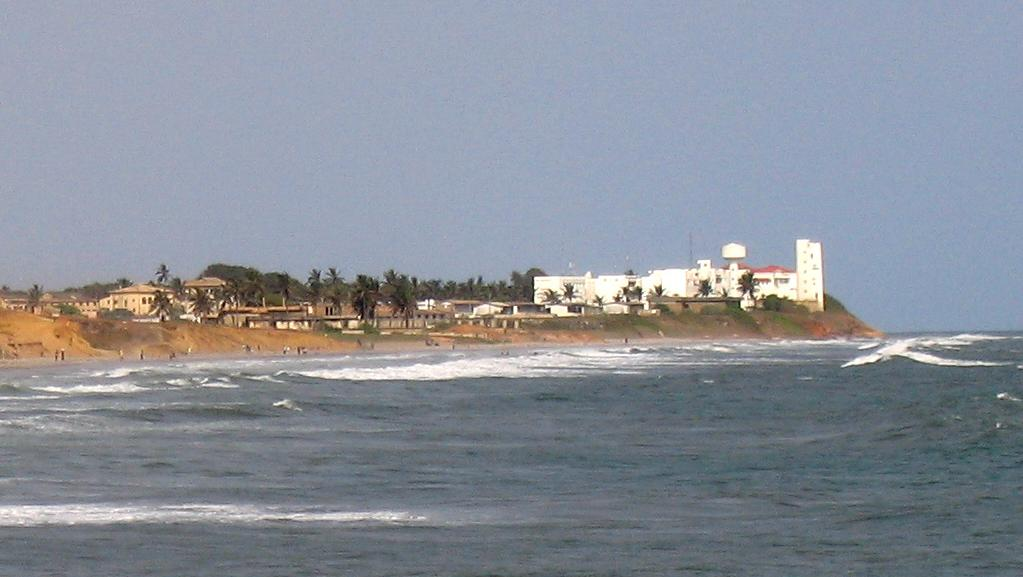
Forte de Christiansborg, Gana.

O Castelo de Osu ou Forte de Christiansborg, também denominado como Castelo de Christiansborg, localiza-se na região de Greater Accra, no atual Gana, no litoral da África Ocidental.
Estrategicamente localizada na Costa do Ouro, na África Ocidental, foi ocupado por dinamarqueses de 1671 a 1682.

## História
A área foi ocupada pela primeira vez em 1550 pelos portugueses, no século XVII a influência portuguesa diminuiu. A área ficou sob o controle da Suécia na década de 1650, liderada pelo comerciante holandês Henry Caerlof. Em 1652 foi-lhe dada permissão para construir uma pequena fortificada alojamento pelo Rei de Accra, com quem ele havia feito anteriormente negócio. Em 1660, o controle passou para a Holanda, mas foi logo perdeu para a Dinamarca. Em 1657 Caerlof tinha novamente viajou para a África, desta vez representando Dinamarca. Ele pretendia conquistar as fortalezas que tinha anteriormente estabelecidos, o que ele achou fácil em Osu.  Em sua vida adiantada, o castelo foi utilizado principalmente no comércio de ouro e marfim, mas sob o controle dinamarquês cada vez mais tratadas escravos.